# Закон розподілу
Закон розподілу ймовірностей — це поняття теорії ймовірностей, яке для дискретної випадкової величини показує множину можливих подій з ймовірностями їхнього настання.
Закон розподілу часто використовується для характеризування випадкової величини, яка має не дуже велику кількість реалізацій.

## Визначення
Нехай ξ — дискретна випадкова величина. Позначимо через {\displaystyle x_{i}} і {\displaystyle p_{i}} реалізації і відповідні ймовірності їхнього набуття цією випадковою величиною. Тоді законом розподілу ймовірностей випадкової величини ξ називається матриця
{\displaystyle \xi :{\begin{pmatrix}x_{1}&x_{2}&...&x_{n}&...\\p_{1}&p_{2}&...&p_{n}&...\end{pmatrix}}}.
У випадку, коли кількість станів скінченна (дорівнює n), вживаним також є інший запис:
{\displaystyle \xi ={\begin{cases}x_{1},&{\mbox{with probability  }}p_{1}\\x_{2},&{\mbox{with probability  }}p_{2}\\...\\x_{n},&{\mbox{with probability  }}p_{n}\end{cases}}}.

## Приклади
1. Нехай підкидають монету правильної форми, тобто такої, що немає підстав вважати, що при її підкиданні частіше випадатиме одна зі сторін монети (герб чи цифра). 
Побудуємо закон розподілу ймовірностей для монети. Оскільки випадання сторін рівноймовірне, а сторони дві, то ймовірність того, що випаде герб дорівнює {\displaystyle {\frac {1}{2}}}. Це саме стосується і цифри. Якщо ми позначимо результат випадання герба через нуль, а результат випадання цифри одиницею, то ми отримаємо такий закон рівномірного розподілу ймовірностей для випадкової величини ξ:
{\displaystyle \xi :{\begin{pmatrix}0&1\\{\frac {1}{2}}&{\frac {1}{2}}\end{pmatrix}}},
або, в іншій формі:
{\displaystyle \xi ={\begin{cases}0,&{\mbox{with probability  }}{\frac {1}{2}}\\1,&{\mbox{with probability  }}{\frac {1}{2}}\end{cases}}}.
Варто також відмітити, що {\displaystyle {\mathcal {L}}(\xi )=B({\frac {1}{2}})}, а також {\displaystyle {\mathcal {L}}(\xi )=Bi(1,{\frac {1}{2}})}.
2. Нехай підкидають гральний кубик (тобто кубик з пронумерованими гранями від 1 до 6) з незміщеним центром мас. Тоді немає підстав вважати, що одна з граней випадатиме частіше іншої. 
Оскільки граней 6, то випадання кожної з граней дорівнює {\displaystyle {\frac {1}{6}}}. Нехай випадкова величина ξ — це цифра, яка випала в результаті підкидання грального кубика. Тоді ми отримаємо такий закон рівномірного розподілу ймовірностей для випадкової величини ξ:
{\displaystyle \xi :{\begin{pmatrix}1&2&3&4&5&6\\{\frac {1}{6}}&{\frac {1}{6}}&{\frac {1}{6}}&{\frac {1}{6}}&{\frac {1}{6}}&{\frac {1}{6}}\end{pmatrix}}},
або, в іншій формі:
{\displaystyle \xi ={\begin{cases}1,&{\mbox{with probability  }}{\frac {1}{6}}\\2,&{\mbox{with probability  }}{\frac {1}{6}}\\3,&{\mbox{with probability  }}{\frac {1}{6}}\\4,&{\mbox{with probability  }}{\frac {1}{6}}\\5,&{\mbox{with probability  }}{\frac {1}{6}}\\6,&{\mbox{with probability  }}{\frac {1}{6}}\end{cases}}}.
Слід також додати, що даний приклад є окремим випадком поліномної схеми при n=1 для цієї схеми.